# Ґаць (гміна Ґлувчице)
Ґаць (пол. Gać) — село в Польщі, у гміні Ґлувчиці Слупського повіту Поморського воєводства.
Населення — 35 осіб (2011).
У 1975-1998 роках село належало до Слупського воєводства.

## Демографія
Демографічна структура станом на 31 березня 2011 року:
|          | Загалом | Допрацездатний вік | Працездатний вік | Постпрацездатний вік |
| -------- | ------- | ------------------ | ---------------- | -------------------- |
| Чоловіки | 17      | 3                  | 13               | 1                    |
| Жінки    | 18      | 2                  | 7                | 9                    |
| Разом    | 35      | 5                  | 20               | 10                   |